# 麥克尤恩 (澳大利亞國會選區)
麥克尤恩選區（英語：Division of McEwen），是澳大利亞新南威爾士州的下議院選區，位於該州中部、首府墨爾本以北。面積10,675平方公里。
選區始於1984年，名字是紀念第十九任總理約翰·麥克尤恩。2010年以前工黨的彼得·克里蘭和自由黨的法蘭·貝里輪流控制了議席。2007年貝里僅以27票之差險勝工黨的羅伯特·米切爾，而後者則在2010年大選中勝出。